# La Villette, Calvados

La Villette este o comună în departamentul Calvados, Franța. În 1 ianuarie 2022 avea o populație de 222 de locuitori.